# Toni Nieminen
Toni Markus Nieminen (* 31. května 1975 Lahti) je bývalý finský skokan na lyžích.
Ve své kariéře vyhrál devět závodů světového poháru a v sezóně 1991/92 získal celkové prvenství a vyhrál Turné čtyř můstků 1991/92. Na Zimních olympijských hrách 1992 byl třetí na středním můstku a získal zlaté medaile na velkém můstku a v soutěži družstev. Stal se tak v šestnácti letech nejmladším vítězem v historii zimních olympijských her.
17. března 1994 se stal na slovinském mamutím můstku Letalnica prvním člověkem, který překonal hranici dvou set metrů.
V roce 2016 se vrátil k závodění a obsadil na finském šampionátu sedmnácté místo.